# Лайнъс Полинг
Лайнъс Карл Полинг (на английски: Linus Carl Pauling) е американски химик от немски произход, носител на две Нобелови награди – Нобелова награда за химия за 1954 г. „за изследване природата на химичната връзка и нейното приложение за определяне структурата на химичните съединения“ и Нобелова награда за мир за 1962 г. „за кампанията му против опитите с ядрено оръжие“. Наред с Мария Кюри са единствените Нобелови лауреати в различни дисциплини.

## Биография
Роден е на 28 февруари 1901 година в Портланд, щат Орегон, САЩ, в семейството на фармацевта Херман Полинг и Люси Изабел. Баща му умира, когато е на 9 години. Увлича се от науката още през детството, като събира насекоми и минерали. На 13-годишна възраст негов приятел го „запалва“ за химията и Полинг започва да прави опити в дома си.
След завършване на средно училище в родния си град се записва в Орегонския държавен селскостопански колеж (днес Орегонски държавен университет) в Корвалис, където изучава химични технологии, химия и физика. През 1922 г. се жени за Ава Хелън Милър, която му ражда трима синове и една дъщеря. Същата година получава бакалавърска степен и продължава образованието си в Калифорнийския технологичен институт в Пасадена, щат Калифорния.
След дипломирането си става асистент в института, а след това преподавател в катедрата по химия. През 1925 г. му е присъдена докторска степен по химия. През следващите две години работи като изследовател и е член на Националния научноизследователски съвет към Калифорнийския технологичен институт. Благодарение на стипендия „Гугенхайм“ през учебната 1926/27 година изучава квантова механика при Арнолд Зомерфелд в Мюнхен, Ервин Шрьодингер в Цюрих и Нилс Бор в Копенхаген.
През 1927 г. получава званието асистент-професор, през 1929 – адюнкт-професор, а през 1931 – професор по химия.
През 1936 г. Полинг е назначен за декан на факултета по химия и химически технологии и за директор на химическата лаборатория в Калифорнийския технологичен институт. На тези длъжности той полага началото на изучаването на атомната и молекулярната структура на протеините и аминокиселините с използване на рентгенова кристалография, а през учебната 1937/1938 г. е лектор по химия в университета „Корнел“ в Итака, щат Ню Йорк.
През Втората световна война Полинг заема официалния пост член на Националната научноизследователска комисия по отбрана и работи за създаването на ракетно гориво и за намирането на нови кислородни източници за подводниците и самолетите. Като сътрудник на Управлението за научни изследвания и развитие, той допринася много за разработването на заместители на плазмата при преливането на кръв за военни нужди. Но скоро след като САЩ хвърлят атомните бомби над Хирошима и Нагасаки, Полинг започва кампания срещу новия вид оръжие и през 1945 – 1946 г., като член на Комисията по национална сигурност, чете лекции за опасностите от ядрена война.
През 1946 г. Полинг става един от основателите на Извънредния комитет на учените, занимаващи се с атомна енергия, учреден от Алберт Айнщайн и седмина други известни учени, за постигане на забрана на опитите с ядрено оръжие в атмосферата. Четири години по-късно надпреварата в ядреното въоръжаване вече набира скорост и Полинг се изказва срещу решението на правителството за създаване на водородна бомба, призовавайки да се сложи край на всички опити с ядрено оръжие в атмосферата.
От 1948 г. Полинг е професор и в Оксфордския университет. В началото на 1950-те, когато и САЩ и СССР правят опити с водородни бомби и равнището на радиоактивност в атмосферата се увеличава, той използва своя ораторски талант, за да доведе до знанието на хората възможните биологични и генетични последици от радиоактивните валежи. Тревогата на учения от потенциална генетична опасност се обяснява отчасти с провежданите от него изследвания на молекулярните основи на наследствените болести. Полинг и 52 други нобелови лауреати подписват през 1955 г. Майнауската декларация, призоваваща да се сложи край на надпреварата във въоръжаването.
Когато през 1957 г. Полинг съставя проект за възвание, в което се съдържа искане да се прекратят ядрените опити, то е подписано от над 11 000 учени от 49 страни по света, сред които над 2 хиляди американци. През януари 1958 г. представя документа на Даг Хамаршелд, който е по това време генерален секретар на ООН. Предприетите от Полинг усилия допринасят за учредяването на Пъгуошкото движение за научно сътрудничество и международна сигурност, чиято първа конференция се провежда през 1957 г. в Пъгуош, провинция Нова Шотландия, Канада. Сериозната обществена и лична тревога за опасността от заразяване на атмосферата с радиоактивни вещества довежда до това, че през 1958 г., въпреки липсата на какъвто и да е договор, САЩ, СССР и Великобритания прекратяват доброволно опитите с ядрено оръжие в атмосферата.
Но усилията на Полинг, насочени към забрана на опитите с ядрено оръжие в атмосферата, срещат не само подкрепа, а и значителна съпротива. Известни американски учени като Едуард Телер и Уилърд Либи, и двамата членове на Комисията по атомна енергия на САЩ, твърдят, че Полинг преувеличава биологическите последствия от радиоактивните валежи. Полинг се натъква и на политически препятствия заради приписвани му симпатии към Съветския съюз.
През юни 1961 г. Полинг и съпругата му свикват конференция в Осло, Норвегия, срещу разпространението на ядреното оръжие. През септември същата година, въпреки обръщението на Полинг към Никита Хрушчов, СССР подновява опитите с ядрено оръжие в атмосферата, а през март следващата година същото правят и САЩ. Полинг започва да осъществява дозиметрични измервания на равнището на радиоактивност и през октомври 1962 огласява информация, която показва, че заради осъществените през предната година опити равнището на радиоактивността е нараснало два пъти в сравнение с предходните 16 години. Полинг съставя също така проект на предполагаем договор за забрана на подобни опити. През 1963 г. САЩ, СССР и Великобритания подписват договор за забрана на ядрените опити, в основата на който лежи проектът на Полинг.
През 1963 г. е награден с Нобелова награда за мир за 1962 г. В годината, когато получава втората си Нобелова награда, Полинг напуска Калифорнийския технологичен институт и става професор-изследовател в Центъра за проучване на демократичните институции в Санта Барбара, щат Калифорния. Там той може да отделя повече време на проблемите, свързани с международното разоръжаване. От 1967 г. е професор по химия в Калифорнийския университет, Сан Диего, надявайки се да прекарва повече време за изследвания в областта на молекулярната медицина. След две години напуска това място и става професор по химия в Станфордския университет в Пало Алто, щат Калифорния. По това време Полинг вече е напуснал Центъра за проучване на демократичните институции.
През 1973 г. Полинг основава Научния медицински институт „Лайнус Полинг“ в Пало Алто. В продължение на две години той е негов президент, а след това става там професор.
След смъртта на съпругата му през 1981 г. Полинг живее във вилата им в Биг Сър, щат Калифорния, където умира на 19 август 1994 г. на 93-годишна възраст.

## Научна дейност
Полинг става специалист по рентгенова кристалография, изучаваща преминаването на рентгеновите лъчи през кристал с образуването на характерен рисунък, по който може да се съди за атомната структура на дадено вещество. Прилагайки този метод, Полинг проучва природата на химичните връзки в бензола и други ароматни съединения. Създадената от Ервин Шрьодингер през 1926 г. квантова механика, наречена вълнова механика, и представеният от Волфганг Паули през 1925 г. „принцип за забраната“, повлияват силно върху изучаването на химичните връзки.
През 1928 г. Полинг предлага своята теория за резонанса, или за хибридизацията, на химичните връзки в ароматните съединения, която се основава на концепцията за електронните орбитали, заета от квантовата механика. Теорията за резонанса твърди, че всички връзки между атомите на въглерода в бензеновия пръстен са средни по характер между единичните и двойните връзки. Според модела на Полинг бензеновите пръстени могат да се разглеждат като хибриди на възможните им структури. Тази концепция се оказва извънредно полезна при предсказването на свойствата на ароматните съединения.
През следващите няколко години Полинг продължава да изучава физикохимичните свойства на молекулите, особено на свързаните с резонанса. През 1934 г. обръща внимание на биохимията, по-специално на биохимията на протеиниите.
През 1942 г. Полинг и неговите колеги, като получават първите изкуствени антитела, успяват да изменят химическата структура на някои съдържащи се в кръвта протеини, известни като глобулини. Антителата са глобулинови молекули, произведени от специални клетки в отговор на навлезли в телата антигени като вируси, бактерии и токсини. Антитялото се съчетава с особения вид антиген, който стимулира неговото образуване. Полинг изказва верния постулат, че тримерните структури на антигена и на неговото антитяло са комплементарни и по този начин „са отговорни“ за образуването на комплекса антиген-антитяло. През 1947 г. Полинг и Джордж У. Бидъл получават субсидия за провеждане на разчетени за пет години изследвания на механизма, с чиято помощ вирусът на полиомиелита разрушава нервните клетки.
Работата на Полинг над сърповидно-клетъчната анемия започва през 1949 г., когато той разбира, че червените кръвни клетки на болните от тази наследствена болест са сърповидни само във венозната кръв, където е ниско съдържанието на кислород. На основата на знанията си за химията на хемоглобина Полинг изказва веднага предположението, че сърповидната форма на червените клетки се предизвиква от генетичен дефект вътре в клетъчния хемоглобин. Три години по-късно ученият успява да докаже, че нормалният хемоглобин и хемоглобинът, взет от хора със сърповидно-клетъчна анемия, могат да се различат с помощта на електрофореза, метод за разделяне на различните протеини в смес. Направеното откритие потвърждава убеждението на Полиг, че причината за анемията се крие в протеиновата част на молекулата.
През 1951 г. Полинг и Р. Б. Кори публикуват първото завършено описание на молекулярната структура на протеините. Това е резултат от изследвания, продължили четиринадесет години. Прилагайки методите на рентгеновата кристалография за анализ на протеините в косите, козината, мускулите, ноктите и други биологични тъкани, те откриват, че веригите на аминокиселините в протеините са завити около себе си по такъв начин, че образуват спирала. Това описание на триизмерната структура на протеините бележи огромен напредък в биохимията.
В края на 60-те години Полинг започва да се интересува от биологичните въздействия на витамин С. Ученият и съпругата му започват да приемат редовно витамина, а Полинг започва да рекламира публично неговата употреба за предотвратяването на простудни заболявания. В монографията „Витамин С и простудата“ (Vitamin C and the Common Cold), която излиза през 1971 г., Полинг обобщава публикуваните в текущия печат практически свидетелства и теоретични изводи в подкрепа на терапевтичните свойства на витамин С. В началото на 70-те години той формулира и теорията за ортомолекулярната медицина, в която се подчертава значението на витамините и аминокиселините за поддържане на оптимална молекулярна среда за мозъка. Тази теория, получила по онова време широка известност, не намира потвърждение в резултатите от следващите изследвания и да голяма степен е отхвърлена от специалистите по медицина и психиатрия. Но Полинг поддържа гледната точка, че основанията за тези контрааргументи съвсем не са безупречни.
В създадения през 1973 г. от Полинг Научен медицински институт „Лайнус Полинг“ в Пало Алто, заедно с колегите си, продължава да изследва терапевтичните свойства на витамините, по-специално възможностите да се използва витамин С за лечение на ракови заболявания. През 1979 г. публикува книгата „Рак и витамин С“ (Cancer and Vitamin С), в която твърди, че приемането на значителни дози витамин С допринася за продължаването на живота и за подобряването на състоянието на болните от определени видове рак. Но авторитетните изследователи на раковите заболявания не намират аргументите му за убедителни.

## Признание
Освен с двете Нобелови награди Полинг е удостоен и с много други отличия. Сред тях са:
- наградата за постижения в областта на чистата химия на Американското химическо дружество (1931 г.);
- медал „Дейви“ на Лондонското кралско дружество (1947 г.);
- Ленинската награда „за укрепване на мира между народите“ (1971 г.);
- националния медал „За научни постижения“ на Националния научен фонд (1975 г.);
- златен медал „Ломоносов“ на Академията на науките на СССР (1978 г.);
- наградата по химия на Американската национална академия на науките (1979 г.);
- медал „Пристли“ на Американското химическо дружество;
- почетни степени от Чикагския, Принстънския, Йейлския, Оксфордския и Кеймбриджкия университет.